# Nedre Sillertjärnen
Nedre Sillertjärnen är en sjö i Ånge kommun i Medelpad och ingår i Ljungans huvudavrinningsområde. Sjön har en area på 0,0417 kvadratkilometer och ligger 284,4 meter över havet.

## Delavrinningsområde
Nedre Sillertjärnen ingår i det delavrinningsområde (692084-145398) som SMHI kallar för Inloppet i Bodsjön. Medelhöjden är 345 meter över havet och ytan är 24,24 kvadratkilometer. Räknas de 5 avrinningsområdena uppströms in blir den ackumulerade arean 112,51 kvadratkilometer. Kvarnån (Hortesån) som avvattnar avrinningsområdet har biflödesordning 2, vilket innebär att vattnet flödar genom totalt 2 vattendrag innan det når havet efter 169 kilometer. Avrinningsområdet består mestadels av skog (85 procent). Avrinningsområdet har 0,13 kvadratkilometer vattenytor vilket ger det en sjöprocent på 0,5 procent.